# Голвеј
Голвеј (енгл. Galway, ир. Gaillimh) је четврти град по величини и значају у Републици Ирској и историјско средиште ирске покрајине Конот. Голвеј је истовремено и самостални градски округ у оквиру државе, будући да има звање велеграда.

## Географија
Голвеј се налази у западном делу ирског острва и Републике Ирске и средиште је историјске покрајине Конот. Град је удаљен 210 km западно од Даблина.
Рељеф: Голвеј се налази у равничарском подручју, у крајњем делу истоименог Голвејског залива, на месту ушћа реке Кориб у море. Надморска висина средишњег дела града је око 10 m.
Клима: Клима у Голвеју је умерено континентална са изразитим утицајем Атлантика и Голфске струје. Стога град одликује блага и веома променљива клима. Годишња количина падавина је око 1.200 мм/м².
Воде: Голвеј се налази у залеђу Голвејског залива, дела Атлантског океана и једног од најбољих природни лука на острву. Град се образовао близу ушћа реке Кориб у залив, на месту где она прави речно острво које је „срце“ града.

## Историја
Подручје Голвеја било насељено већ у време праисторије. Утврђење на месту ушћа реке Колиб у море изграђено је 1124. и оно је било претеча данашњег града. Убрзо се око тврђаве образовало мање насеље које су 1230. освојили енглески Нормани. Насеље је 1484. добило градска права. У то време град је био важна међународна лука под влашћу 14 трговачких породица ( „племена").
Током 16. и 17. века, за време немира и устанака етничких Ираца из околине, Голвеј је остао лојалан енглеској круни. Немири са краја 17. века пореметили су градску привреду, па је град нагло изгубио на значају. Привреда Голвеја пропала је у 19. веку периоду „ирске глади“.
Голвеј је од 1921. у саставу Републике Ирске. Опоравак града започео је тек последњих деценија, када је Голвеј поново забележио нагли развој и раст.

## Становништво
Према последњим проценама из 2011. Голвеј је имао око 75.000 становника, што је 5 пута више него пре једног века. Последњих година број становника у граду се нагло повећава.

## Привреда
Голвеј је био традиционално индустријско, лучко и трговачко средиште. Најважнија индустрија некад је била пиварска, а данас је индустрија лекова, електротехнике и рачунара.
Последњих деценија градска привреда се махом заснива на пословању, трговини и услугама. Такође, последњих година туризам постаје све важнија делатност у граду.

## Партнерски градови
- Бредфорд
- Amasya
- Сијетл
- Чикаго
- Сент Луис
- Лорјан
- Олборг
- Милвоки
- Waitakere City
- Moncton
- Броктон
- Окланд
- Aalborg Municipality

## Галерија
- Саборна црква града Голвеја
- Стари део Голвеја
- Градска лука
- Главна трговачка улица у Голвеју
- Ирски трг − заставе Голвејских племена